# Джаафари, Мохаммад-Али
Мохаммад Али Джафари (перс. محمدعلی جعفری‎; 1 сентября 1957; Йезд, Иран), также известный под именами Али Джафари и Азиз Джафари — иранский военный и государственный деятель, генерал-лейтенант, с 1 сентября 2007 по 21 апреля 2019 года командир (руководитель) Корпуса стражей Исламской революции. Сменил на этом посту генерал-майора Яхья Рахима Сафави по указу аятоллы Али Хаменеи.

## Биография
Мохаммад Али Джафари родился 1 сентября 1957 года в городе Йезд. Начальное и среднее образование получил в родном городе. В 1977 году поступил на учёбу в Тегеранский университет в столице Ирана. В Тегеранском университете изучал строительство.
Ранее командовал Сухопутными силами КСИР с 1992 по август 2005 года.
В 1999 году после подавления студенческих волнений в Тегеране он был одним из 24 офицеров КСИР, которые написали письмо президенту Мохаммаду Хатами, выразив свою озабоченность произошедшим и недовольство тем, что к подавлению выступлений была привлечена армия.
Приходится родственником генералу Мохаммаду Бакеру Золькадру.